# 日本スポーツ協会
公益財団法人日本スポーツ協会（にほんスポーツきょうかい、英: Japan Sport Association、略称: JSPO）は、日本の中央競技団体および各都道府県の体育協会を統括する団体。

## 名称
発足当時の名称は「大日本體育協會」であったが、1948年に「日本体育協会」に変更。2017年6月23日の評議員会並びに臨時理事会の決定により、2018年4月1日付で組織名称を「日本スポーツ協会」に変更した。
英語表記はJapan Sport Associationで、略称はJSPO（Japan Sport Association）。2018年の改名以前は略称としてJASA（Japan Sports Association） が用いられていた。元々の英語表記はJapan Amateur Sports Associationでこの頭文字を取ってJASAであったが、2005年に英名から Amateur を除外した。日本語による略称は「体協」が使われる事の方が多かった。

## 沿革
日本人初の国際オリンピック委員会委員となった嘉納治五郎が、日本のオリンピック参加に向けた組織・体制整備の一環として設立したものである。この事情から、日本オリンピック委員会（JOC）は発足以来協会内の委員会という位置づけであったが、1980年のモスクワオリンピックに於ける日本選手団不参加問題の反省で『政治からスポーツの独立を!』の声が高まったことから1989年に独立した。
- 1911年（明治44年）7月10日 - 大日本體育協會として創設される[8]。
- 1921年（大正10年） - 英語表記をJapan Amateur Athletic Associationと決定する[9]。
- 1927年（昭和2年） - 財団法人となり法人格を取得。
- 1942年（昭和17年） - 戦時体制への移行にともない政府の外郭団体となり、財団法人大日本体育会に改組される[9][10][11]。
- 1946年（昭和21年） - 民間団体に戻る[10][11]。
- 1948年（昭和23年） - 日本体育協会に改称。
- 1960年（昭和35年） - 英語表記をJapan Amateur Sports Association（JASA）に変更[9]。
- 1989年（平成元年） - 日本オリンピック委員会が協会から独立。
- 2005年（平成17年） - 英語表記をJapan Sports Association（JASA）に変更[9]。
- 2011年（平成23年） - 公益財団法人に移行[9]。
- 2018年（平成30年） - 日本スポーツ協会と改称、英語表記をJapan Sport Association（JSPO）に変更[3][5]。

エントランスポーチの「岸清一先生」銅像（2019年6月25日撮影）
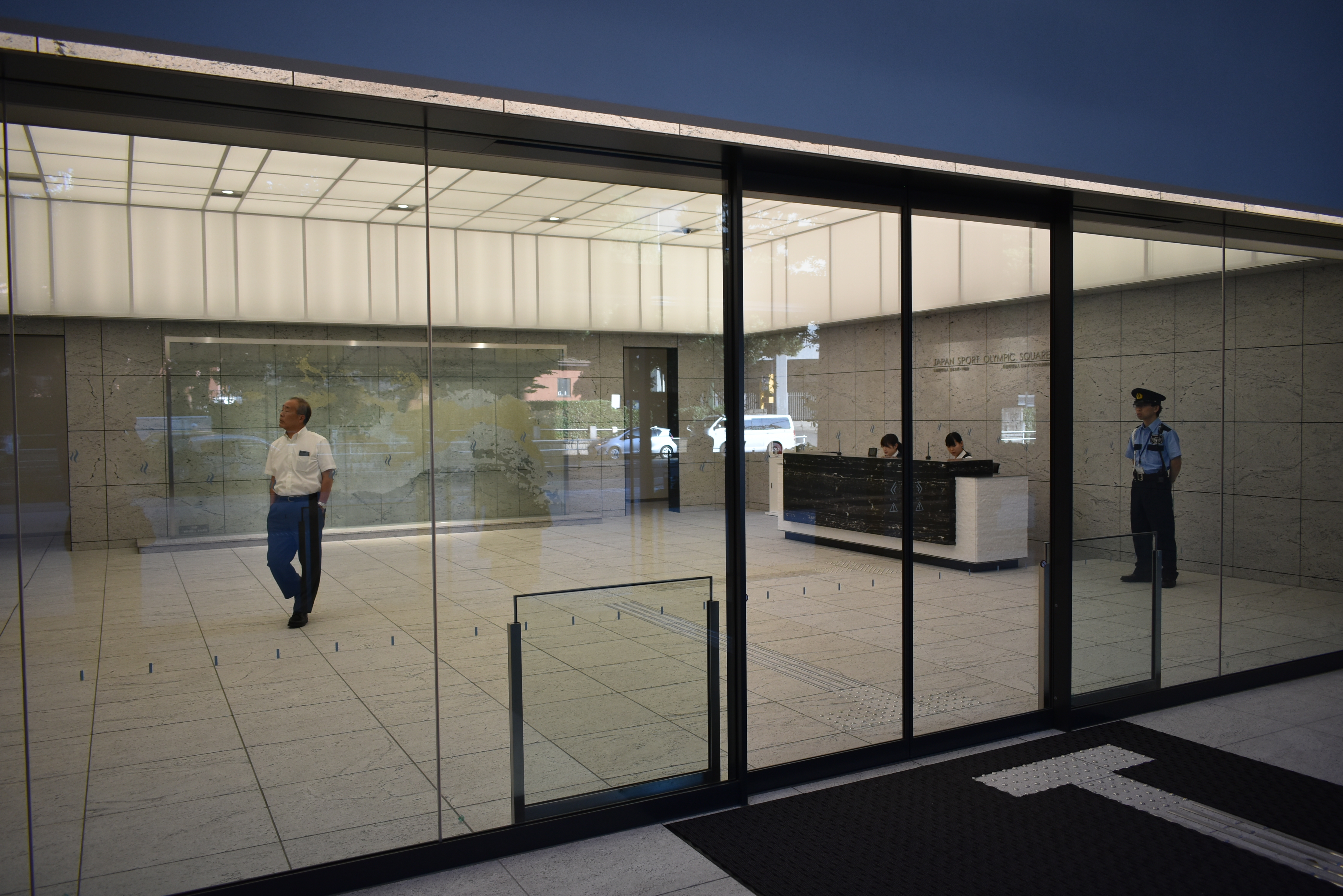
エントランスホール（2019年6月25日撮影）
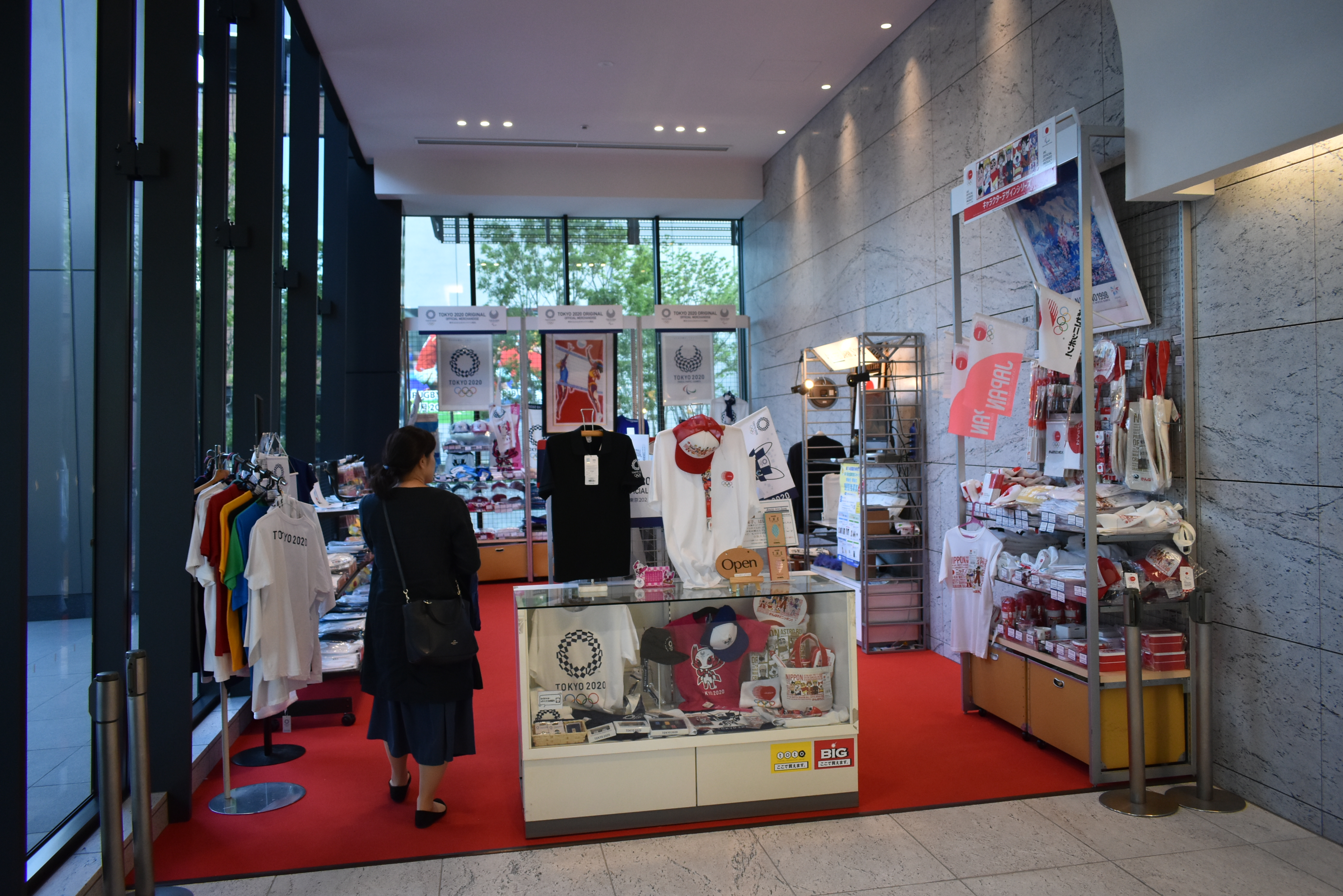
エントランス脇の売店（2019年6月25日撮影）

## 主な主催行事
- 国民スポーツ大会（旧・明治神宮競技大会） - 文部科学省、実施都道府県との共催
- スポーツの日 (日本)に行われる各地の体力測定会
- スポーツ少年団の育成

## 組織
上位団体としては「アジア太平洋オセニアスポーツ協議会」がある。さらに日本スポーツ協会の加盟団体の多くは同時に日本オリンピック委員会（JOC）にも加盟している。
スポーツ協会に加盟していないと国体などスポーツ協会系が主催する大会には参加できないが、オリンピックはJOCに加盟していてその競技がオリンピックの種目として採用されている限りは出場できる。同様に国際オリンピック委員会（IOC）とは別に国際競技連盟（IF）が主催している国際競技大会への出場に関しても、参加対象になる当該競技団体がそのIFに加盟していればスポーツ協会への加盟は必要条件にはならない。
複雑な実例
日本学生野球協会所属（大学野球・高校野球）の選手の場合、日本学生野球協会は体協には未加盟だが、その上位組織的な位置付けにある全日本アマチュア野球連盟がJOCに加盟しているのでオリンピックには参加できた。またオリンピック以外の国際野球大会にも出場できる。なお、全日本アマチュア野球連盟を日本学生野球協会と同時に構成している日本野球連盟は体協に加盟している。
各競技団体が加盟し、都道府県単位の下部組織を持つスポーツの全国組織としては、体協の他に新日本スポーツ連盟があるが、両者の接点はなく、お互いの公式サイトでもリンクは設定されていない。ただし、新日本スポーツ連盟の加盟団体に所属する各クラブや選手は体協加盟団体への参加も可能で、両者の公式戦に参加する事が可能である。また、加盟団体を通じた参加者数では体協が新日本スポーツ連盟を圧倒し（特にオリンピック参加が可能な程度のハイクラスの選手層ではほぼ全員が体協系の団体のみに参加）、JOCなどとも深く関連しているため、通常のマスメディア報道などでは注釈抜きで体協が日本を代表するスポーツ団体と見なされている。

## 出来事
- 1980年代までプロ選手の存在を認めていなかった（アマチュアリズム）。現実方向として選手のプロ化が進んでいた日本サッカー協会や日本テニス協会にとっては国体やアジア大会の参加資格との板ばさみに悩まされる事になった。
- 2006年6月13日 - 不正アクセスにより日本体育協会の公式ウェブサイトが改竄されていることが判明。同日よりウェブサイトの公開を一時停止する事態となる。改竄されたページには英語で「私たちはワールドカップで負けた」などと書かれていた。同協会は不正アクセスを受けた疑いが強いと見て警視庁に通報した[12]。なお、改竄を受けたのはトップ画面のニュース一覧と履歴一覧ページである。

## 歴代会長
太字は存命の人物。カッコ内は主な肩書き。
- 1911年 - 1921年: 嘉納治五郎（東京高等師範学校校長）
- 1921年 - 1933年: 岸清一（貴族院議員、弁護士）
- 1936年 - 1937年: 大島又彦（陸軍中将）
- 1937年 - 1942年: 下村宏（貴族院議員）
- 1943年 - 1945年: 太平洋戦争激化のため会長を設けず
- 1946年 - 1947年: 平沼亮三（貴族院議員、横浜市長）
- 1947年 - 1958年: 東龍太郎（東京都知事）
- 1959年 - 1962年: 津島壽一（大蔵大臣、国務大臣防衛庁長官）
- 1962年 - 1975年: 石井光次郎（衆議院議長）
- 1975年 - 1983年: 河野謙三（参議院議長）
- 1983年 - 1988年: 福永健司（衆議院議長）、副会長：山口久太
- 1989年 - 1993年: 青木半治（日本陸上競技連盟会長）
- 1993年 - 1995年: 高原須美子（経済評論家、政治家、女性初の民間人閣僚。）
- 1995年 - 2005年: 安西孝之（昭和エンジニアリング相談役）
- 2005年4月 - 2011年3月: 森喜朗（第85代・第86代内閣総理大臣、衆議院議員）
- 2011年4月 - 2017年6月: 張富士夫（トヨタ自動車会長）
- 2017年6月 - 2023年6月: 伊藤雅俊（味の素会長）
- 2023年6月 - 現在: 遠藤利明 (自由民主党総務会長)

特に第二次世界大戦後は保守系の大臣経験者や首長が多く、中でも自由民主党の政治家が占める場合が多い。主に体育指導者としての経歴を積んだのは日本陸上競技連盟（陸連）会長だった青木半治のみで、オリンピックに選手として出場経験を持つ者もいない。ただし、東龍太郎は日本スポーツ医学の草分けと評され、河野謙三（陸上競技）や森喜朗（ラグビー）、遠藤利明（ラグビー）など学生時代に選手として活動するなど、スポーツに関わりが深い人物も多く、会長の実権やそれに値する知識のない人物が就任して「名誉職」と揶揄されるような例は少ない。

## 加盟団体
- 日本体育協会／加盟団体一覧（リンク集）より［2021年6月18日現在］[13]
- ※印は日本オリンピック委員会非加盟、野球は全日本野球協会が加盟。

### 中央競技団体
- 公益財団法人日本アイスホッケー連盟
- 公益社団法人全日本アーチェリー連盟
- 公益社団法人日本ウエイトリフティング協会
- 公益社団法人日本エアロビック連盟※
- 公益社団法人日本オリエンテーリング協会
- 公益社団法人日本カーリング協会
- 公益社団法人日本カヌー連盟
- 公益財団法人全日本空手道連盟
- 公益財団法人全日本弓道連盟
- 公益社団法人日本近代五種協会
- 公益財団法人全日本剣道連盟
- 一般社団法人日本拳法競技連盟※
- 公益社団法人日本グラウンド・ゴルフ協会※
- 一般社団法人日本クレー射撃協会
- 公益財団法人日本ゲートボール連合※
- 公益財団法人日本ゴルフ協会
- 公益財団法人日本サッカー協会
- 公益社団法人日本山岳・スポーツクライミング協会
- 公益財団法人日本自転車競技連盟
- 公益社団法人全日本銃剣道連盟
- 公益財団法人全日本柔道連盟
- 一般財団法人少林寺拳法連盟※
- 公益財団法人日本水泳連盟
- 公益財団法人全日本スキー連盟
- 公益財団法人日本スケート連盟
- 公益社団法人日本スポーツチャンバラ協会
- 公益財団法人日本相撲連盟
- 公益財団法人日本セーリング連盟
- 公益財団法人日本ソフトテニス連盟
- 公益財団法人日本ソフトボール協会
- 公益財団法人日本体操協会

- 公益財団法人日本卓球協会
- 公益社団法人日本ダンススポーツ連盟
- 公益社団法人日本チアリーディング協会
- 公益社団法人日本綱引連盟※
- 公益財団法人日本テニス協会
- 一般財団法人日本ドッジボール協会
- 公益社団法人日本トライアスロン連合
- 公益財団法人全日本なぎなた連盟
- 公益財団法人全日本軟式野球連盟
- 一般財団法人日本バウンドテニス協会※
- 公益社団法人日本馬術連盟
- 一般社団法人日本バイアスロン連盟
- 公益財団法人日本バスケットボール協会
- 公益財団法人日本バドミントン協会
- 公益財団法人日本バレーボール協会
- 公益社団法人日本パワーリフティング協会
- 公益財団法人日本ハンドボール協会
- 公益社団法人日本フェンシング協会
- 公益社団法人日本武術太極拳連盟
- 公益社団法人日本ペタンク・ブール連盟
- 公益財団法人JAPAN BOWLING
- 一般社団法人日本ボクシング連盟
- 公益社団法人日本ボブスレー・リュージュ・スケルトン連盟
- 公益社団法人日本ホッケー協会
- 公益財団法人日本野球連盟※
- 公益社団法人日本ライフル射撃協会
- 公益財団法人日本ラグビーフットボール協会
- 公益財団法人日本陸上競技連盟
- 公益財団法人日本レスリング協会
- 公益社団法人日本ローイング協会

### 都道府県スポーツ協会
北海道スポーツ協会を始め47都道府県のスポーツ（体育）協会が加盟している。

### 関係スポーツ団体
- 公益財団法人日本パラスポーツ協会※
- 特定非営利活動法人日本スポーツ芸術協会
- 公益財団法人全国高等学校体育連盟※

- 一般社団法人日本トップリーグ連携機構※
- 公益財団法人日本中学校体育連盟※
- 公益社団法人日本女子体育連盟※
- 公益財団法人日本スポーツ施設協会※

### 準加盟
- 公益社団法人日本アメリカンフットボール協会
- 一般社団法人日本スポーツウエルネス吹矢協会※

- 一般社団法人日本フライングディスク協会
- 公益社団法人日本ボディビル・フィットネス協会※
- 一般社団法人ワールドスケートジャパン

### 承認団体
- 一般社団法人日本水中スポーツ連盟※

## 資格
公認スポーツ指導者制度に基づき資格認定を行っている。
- スポーツ指導基礎資格
  - スポーツリーダー ※2020年1月末で受講申込受付終了
  - JSPOコーチングアシスタント
- 競技別指導者資格
  - スタートコーチ
  - コーチ1（旧・指導員）
  - コーチ2（旧・上級指導員）
  - コーチ3（旧・コーチ）
  - コーチ4（旧・上級コーチ）
  - 教師
  - 上級教師
- フィットネス資格
  - ジュニアスポーツ指導員
  - スポーツプログラマー
  - フィットネストレーナー
- メディカル・コンディショニング資格
  - スポーツドクター
  - スポーツデンティスト
  - アスレティックトレーナー（JSPO‐AT）
  - スポーツ栄養士
- マネジメント指導者資格
  - アシスタントマネジャー
  - クラブマネジャー